# Manuel González González (político)
Manuel González González es un político mexicano, del Partido de la Revolución Democrática (PRD).
En las elecciones en el Distrito Federal de México de 2009 alcanzó el primer puesto a la jefatura de la Delegación de Xochimilco, una de las Demarcaciones territoriales, antiguas alcaldías de la Ciudad de México, alcanzando 42 483 votos (el 36,87%), ocupando dicha jefatura durante el período 2009-2012.